# Euagoras I.

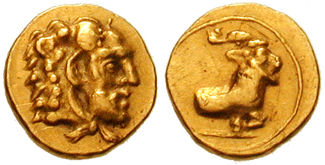
1/10-Stater des Euagoras I.: Herakles mit Löwenfell auf dem Avers, Vorderteil einer liegenden Ziege auf dem Revers

Euagoras I. (altgriechisch Εὐαγόρας Euagóras; * um 435 v. Chr.; † 374/373 v. Chr.), auch Evagoras, war ein König des antiken Stadtstaates Salamis auf Zypern.
Der nach Soloi ins Exil getriebene Euagoras kehrte 411 v. Chr. mit einer Schar von Gefolgsleuten zurück, stürzte Abdemon und konnte in Salamis die Macht ergreifen. Er galt als Teukride. Er herrschte über eine Stadt, deren Bevölkerung einheimischer und phönizischer Herkunft war. Er war, wie alle Herrscher auf Zypern Vasall des persischen Großkönigs. Er war auch ein großer Bewunderer Athens, wo er um 407 geehrt und vielleicht auch zum Bürger erklärt wurde. In der ersten Hälfte seiner Regentschaft (411 bis 391 v. Chr.) festigte er zunächst seine Herrschaft – eine polisähnliche Struktur ist jedoch nicht erkennbar – in Salamis und versuchte sogar, seine Macht auf die ganze Insel auszubreiten. Das war jedoch nicht ohne die Billigung der Perser zu bewerkstelligen. Er unterstützte den Athener Konon, der 405 v. Chr. nach der Niederlage bei Aigospotamoi bei ihm Unterschlupf gefunden hatte, bei Kriegsvorbereitungen gegen Sparta, das nicht nur Feind der Athener, sondern auch zum Reichsfeind Persiens erklärt worden war. Doch die Perser versagten sich seinem Ansinnen nach der Herrschaft über ganz Zypern aus strategischen Gründen: Sie wollten Zypern nicht in der Hand eines einzelnen Herrschers sehen.
Deshalb kam es in der zweiten Hälfte seiner Herrschaftszeit zu einer antipersischen Revolte (391–380 oder 379 v. Chr.). Dabei ging er ein Bündnis mit Athen und Nepherites I. von Ägypten ein. Sein Nachfolger Akoris setzte dieses Bündnis fort. Phönizien und Kilikien standen zeitweise unter seinem Schutz. In Kition wurde er jedoch besiegt und anschließend in Salamis belagert. Trotzdem erhielt er sein Stadtkönigtum zurück, das er bis zu seiner Ermordung durch den Eunuchen Thrasydaios weiter regierte. Mit ihm wurde auch sein Sohn und Thronfolger Pnytagoras getötet. Sein Nachfolger wurde ein anderer seiner Söhne, Nikokles.
Isokrates stilisierte Euagoras zu einem griechischen Patrioten, zum überzeugten Kämpfer gegen den Perserkönig und zum Kulturbringer für die „barbarischen“ Phönizier auf Zypern. Wahrscheinlich war diese positive Darstellung durch Isokrates als Darstellung eines Ideals und der Vorbildlichkeit für den Sohn des Euagoras, Nikokles gedacht, der Ansätze hellenistischer Herrschafts- und Lebensformen zeigte.